# مدلسهایم
مدلسهایم (به آلمانی: Medelsheim) یک منطقهٔ مسکونی در آلمان است که در گرسهایم واقع شده‌است. مدلسهایم ۴۸۷ نفر جمعیت دارد.